# Kim Ja-ok
Dans ce nom coréen, le nom de famille, Kim, précède le nom personnel.
Pour les articles homonymes, voir Kim.
Kim Ja-ok est une actrice sud-coréenne née le 11 octobre 1951 à Busan et décédée le 16 novembre 2014 à Seoul.

## Biographie
Elle était mariée à Oh Seung-Keun.

## Filmographie

### Cinéma
- 1976 : Botong yeoja
- 1978 : Oyangui apt
- 1978 : Salinnabileul ggotneun yeoja
- 1978 : Sangcheo
- 1978 : Yeongahui gobaek
- 1979 : Gaeulbi woosansoke
- 1979 : Jibongwiui namja
- 1979 : Mogmawiui yeoja
- 1979 : Oyangui apt 2
- 1979 : Sunyeo
- 1979 : Taeyangeul humchin yeoja
- 1980 : Geu yeoja saramjabne
- 1980 : Hwayoilbamui yeoja
- 1980 : Natsheon goseseo haleutbeom
- 1981 : Isaeng dajunda haedo
- 1981 : Miwohal su eobtneun neo
- 1990 : Saebyeokeul gaeuriroda
- 2005 : Jeni, Juno : Jenny's Mom
- 2009 : The Righteous Thief : Seok Myeong-Ae (Muhyeok's mother)
- 2013 : Haewon et les hommes : Jinju

### Télévision

#### Séries télévisées
- 2005 : Nae ireumeun Kim Sam-soon : Park Bong-sook - Sam-sun's Mother
- 2007 : Keopi peurinseu 1-hojeom : Han Kyul's Mother
- 2008 : Keudeuli Saneun Sesang : Park Soo Jin
- 2008 : Singgeul Papaneun Yeolaejung : Jung Eun-ji
- 2008 : Working Mom : Kim Bok-sil
- 2009 : High Kick! : Kim Ja-Ok
- 2011 : Jigoneun Motsala : Hong Geum-ji
- 2011 : Ojakgyo hyeongjaedeul : Park Bok Ja
- 2013 : Se beon Gyeorhonhaneun Yeoja : Madam Son